# Génération d'ondes térahertz par différence de fréquence
 (janvier 2020).
Si vous disposez d'ouvrages ou d'articles de référence ou si vous connaissez des sites web de qualité traitant du thème abordé ici, merci de compléter l'article en donnant les références utiles à sa vérifiabilité et en les liant à la section « Notes et références ».
La génération d'ondes térahertz par différence de fréquence utilise un processus quadratique de génération de la fréquence différence (DFG) dans un cristal non linéaire. La plupart des phénomènes optiques sont normalement générés par l'interaction d'un champ électromagnétique externe avec les électrons d'un milieu. Ce champ électromagnétique externe induit l'oscillation des électrons et en raison de l'accélération de ces électrons, ils rayonnent. En régime linéaire, les moments dipolaires électriques sont proportionnels à l'amplitude du champ optique appliqué et les électrons liés aux atomes oscillent autour de leur position d'équilibre avec une très faible amplitude, ce qui signifie que chaque électron pourrait être considéré comme un oscillateur harmonique simple. Il est important de noter qu'en régime linéaire les électrons oscillent avec la même fréquence que le champ électrique.
Cependant dans le cas du régime non linéaire, le champ optique externe est extrêmement fort et la relation entre l'oscillation des électrons et le champ électromagnétique n'est plus linéaire. L'équation suivante montre cette relation non linéaire entre le champ électromagnétique et la polarisation des électrons.
{\displaystyle {\overrightarrow {P}}=\varepsilon _{0}\chi ^{(1)}{\overrightarrow {E}}+\varepsilon _{0}\chi ^{(2)}{\overrightarrow {E}}{\overrightarrow {E}}...}
Dans ce cas, la non-linéarité du second ordre est effective seulement lorsque le milieu utilisé est non centrosymétrique (GaAs, ZnTe ou LiNbO3). Selon l'orientation du milieu, la non-linéarité du second ordre pourrait créer une génération de la fréquence somme (SFG) ou une DFG. En prenant le cas de la DFG, l'onde THz est générée grâce à deux faisceaux laser qui traversent le cristal non centrosymétrique ayant 2 pulsations {\displaystyle \omega _{1}}et {\displaystyle \omega _{2}} légèrement décalées. Les deux faisceaux optiques interagissent avec le milieu non linéaire et génèrent une troisième onde {\displaystyle \omega _{b}} qui est la différence entre les deux pulsations laser.
Pour une génération maximale d'onde THz, un accord de phase entre l'onde THz générée et les sources optiques est nécessaire. Cependant, un accord de phase parfait n'est pas possible, c'est pourquoi la méthode de quasi-accord de phase est généralement utilisée. Elle consiste à fabriquer un matériau périodiquement polarisé de manière que l'orientation de l'un des axes cristallins, souvent l'axe c d'un matériau ferroélectrique, soit inversée périodiquement en fonction de la position à l'intérieur du matériau. Cette inversion périodique de l'axe c d'une période deux fois supérieure à la longueur d'accumulation cohérente compense l'influence du désaccord entre les vecteurs d'onde. Dans ce cas, l'amplitude du champ croît de façon monotone avec la distance de propagation, bien que moins rapidement que dans le cas d'un accord de phase parfait.